# 皖赣铁路
皖赣铁路自安徽省芜湖市宁铜铁路火龙岗站，至江西省鹰潭市贵溪站，全长539.92千米，北边连接宁铜铁路，南边连接沪昆铁路和鹰厦铁路。本线北段（芜湖江边站至宣城孙家埠站）是原江南铁路的一部分，自孙家埠站起始之南段为后修之皖赣铁路区段。

## 历史

### 江南铁路的筹划、建设与拆除
1905年7月28日，大清国安徽省巡抚诚勋和两江总督周馥，正式向朝廷奏请筹款修筑皖南地区的铁路，1905年8月，大清国商部开始颁发安徽全省铁路关防。1905年9月15日，大清国安徽省巡抚向朝廷呈报了本省拟建的铁路路线，大清国安徽省巡抚 诚勋计划先行建设芜湖至宣城， 再到西南部的广德县的皖南铁路，总计长度约150千米左右的地方铁路。此后，该公司募集得到的股金约400万两白银。于是，在北京的安徽省官员，1905年年底商议创办了商办安徽全省铁路有限公司，并选举商定：李经方为本省的铁路督办。
1905年，商办安徽全省铁路有限公司在芜湖正式宣告成立，同时拟定并公示了列有10条规范的《安徽全省铁路招股章程》。该年度年公司即筹款110余万元，并聘请挪威、日本等国的工程师来华，施行线路设计，必选和设备采购工作。1906年，铁路开工建设。但是由于主管官员的更换过于频繁，命令不畅，管理混乱，所以工程进度不佳，而工程预算也出现很大赤字和缺口。截至1911年4月，该公司仅修建了芜湖至湾沚的铁路桥涵和路基，长度约十几公里，而铁轨尚未铺到芜湖的火龙岗镇中心。400万辆雪花银全部花完，再也没有更多资金修筑铁路，筑路和购买设备等向银行所货款项，无法按期偿还。铁路无法继续修建，遂告停止。
本线的芜湖至宣城孙家埠段路基和铁轨，在1934年后成为江南铁路股份有限公司所筑江南铁路的一部分。1933年7月开工建设芜宣铁路。1934年2月，芜湖江边站至竹丝港段的22公里路段率先建成并试运营。1934年7月29日，芜湖-宣城段建成并通车。至11月20日，宣城至孙家埠段也竣工通车，全长80km。12月1日，上海北站等京沪铁路各站与宣城站实行旅客行李联运。1936年决定建设京赣铁路，至江西省贵溪，经费向英国借款。1937年铺轨至歙县长约160km，赣省境内基本完工。。
1936年3月，京衢铁路宣衢段工程局在宣城设立，于7月底开始建设宣城到衢门的铁路线。后改为京赣铁路，经过歙县、休宁、祁门南下进入江西省，并于贵溪和浙赣线接轨。1936年9月安徽省内开始修建铁路，自1937年2月江西省境内开始修建。直至1937年的7月和10月，安徽段和江西段开始分别铺设铁轨，同时，宣城至歙县段也开始营运。但由于1937年年底，淞沪会战后的侵华日军南下浙江，国民政府急令军队拆毁铁路，以免资敌。

### 复建
1958年9月，景贵段开始复建，1959年底缺钱停工。1960年5月复工，1961年7月缺钱停建。1966年11月，贵溪至乐平段89.2km复建，1970年9月铺通，11月开办临管运营。乐平至景德镇段43.6km，1971年10月施工，1973年7月临管运营。至此，南昌铁路局管段自建通车。
1970年11月，安徽省成立省、地、县三级皖赣铁路铁路建设指挥部，组织民兵团和专业队伍施工。不久由于国家压缩基建投资，省总指撤销，民兵返乡，下马停建。
1973年，交通部决定芜湖至景德镇的修建交给交通部第四铁路工程局。该局副局长刘汉东为指挥长，政治部副主任王志进为政委，调第四、第五、第六工程处施工。1974年7月1日开工，但物资供应不足，施工速度很慢。1974年10月，芜湖至宁国段建成通车，1975年1月，宣城站正式运营。开工不到一年，由于国家压缩投资规模，钢铁水泥木柴供应不足，只好削减施工队伍，停止桥隧建设，留下部分人员从事土石方施工。1977年1月恢复施工。
1980年7月1日，景德镇南至贵溪段正式运营。 1981年12月4日，芜湖至景德镇南407km临管运营，皖赣铁路全线于祁门站接轨。1982年10月1日，皖赣铁路全线临管运营通车。1984年6月1日正式交付上海铁路局。1985年6月1日正式运营。

### 改建

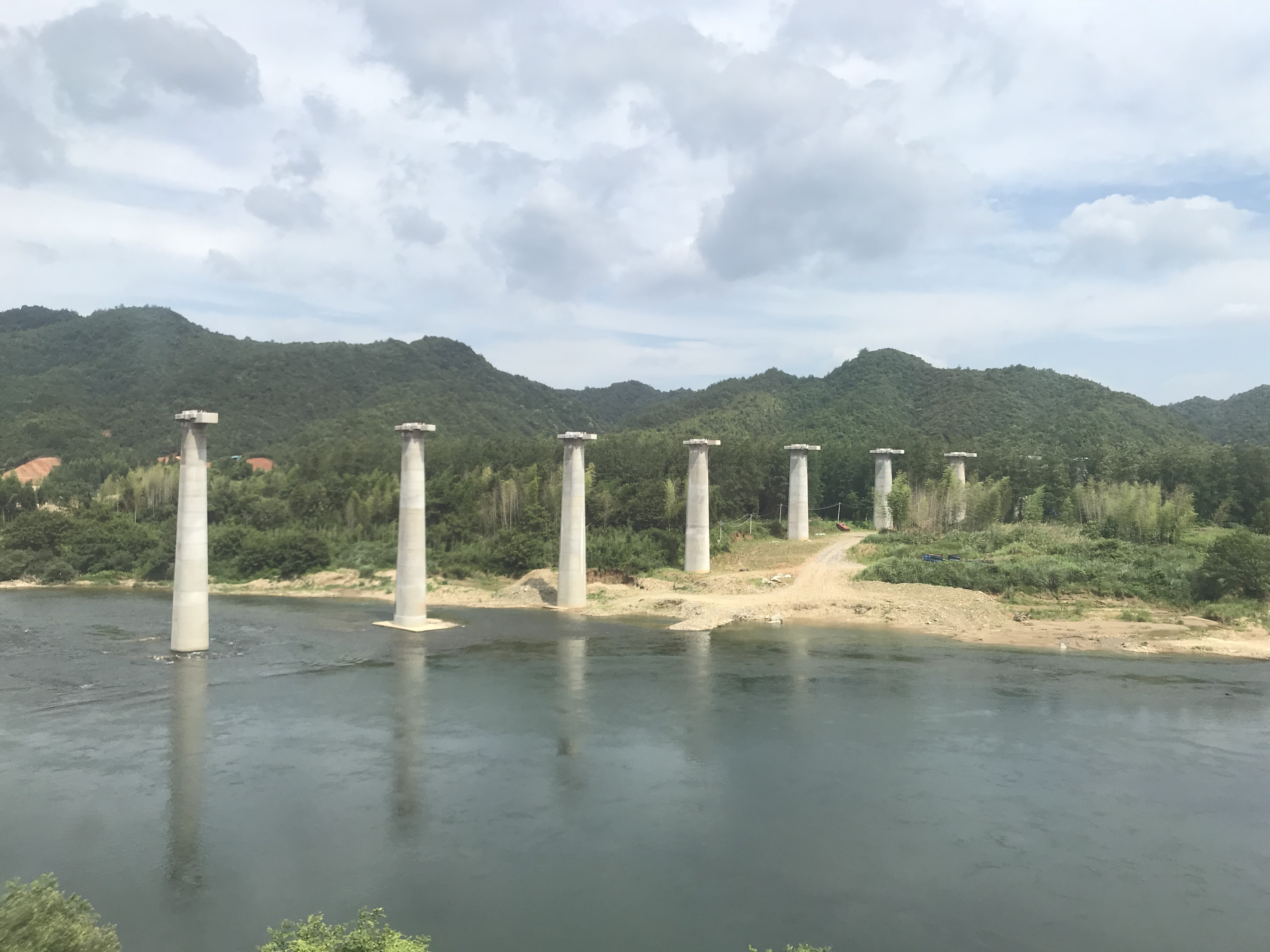
建设中的浯溪口水库改线工程昌江特大桥（2018年6月）

1992年11月至1995年12月，建设火（火龙岗）宣（城）段扩能应急工程；1999年作为芜湖长江大桥配套和后续工程的一部分，铁道部投资77,646万元人民币建设芜湖—宣城复线。宣芜复线于2001年9月27日全线通車。
2010年至2014年，南昌铁路局鹰潭工务段将皖赣铁路南昌局管内线路由木枕更换为水泥枕。
受到景德镇浯溪口水库建设影响，原皖赣铁路浮梁段路轨属于水库淹没的库区范围，铁路部门于2016年底开始进行浯溪口水库改线工程。改线工程自K349+900开始，K371+650结束，搬迁既有营里站和峙滩站，同时关闭下明溪站。工程于2018年12月20日完工。
2019年1月25日，芜湖-宣城段电气化工程开通，由芜湖站到杭州乔司站之间可以直接开行电力机车。该段线路属于芜湖至广德段铁路电气化改造工程，2016年开工。在电气化工程中施工单位关闭了原线路上的陶辛、陶辛镇、三元三站，同时将其它车站到发线有效长延伸至1050米。
2020年年初起，皖赣铁路大部分列车因疫情停运，4月起又因汛期调图而完全停运，直至9月底才部分恢复客运。
本线在宁国市城区的区间，大约为现95.3公里-116.2公里处，重建绕开市区的新线路和宁国南站。2024年8月28日，皖贛鐵路寧國市區段改線段正式通車，新建的路段長18.134公里，寧國站正式關閉，由新建的寧國南站取代，同時貨運業務改由港口鎮站負責。原有的20.9km路段將被拆除。

## 运营状况

### 客运业务
2020年10月11日运行图调整后，铁路部门决定削减皖赣铁路列车数量，K45/46次列车不再经由皖赣铁路运行，K155/156次列车则正式停运，皖赣铁路每日仅保留有T151/152次一对行驶全程的旅客列车，出于补偿需求，该列车除上行方向不停靠宁国站外，其余皖赣铁路沿线客運车站均有停靠。又因为皖赣铁路分属上海、南昌两局管辖，在两个铁路局的局界城市黄山和景德镇亦有开行始发列车。
2023年7月1日调图后，T151/152次列車不再经由皖赣铁路运行，至此皖赣铁路黄山至景德镇段客运历史结束，皖赣铁路不再有全程列车运行。

### 通勤
皖赣铁路上有3对通勤列车。
- 芜湖~倒湖间的8467/8468/8470次列车。列车前身为南京–黄山–倒湖的7101/7102次列车和8467/8468次列车。2016年1月9日7101/7102次列车停运后，8467次列车改由芜湖站始发[14]，同时开行黄山至芜湖的8470次列车。这班列车系中国铁路上海局集团有限公司的内部职工通勤列车，普通乘客难以乘坐[15]。
- 营里~景德镇间的车次。2014年绩溪县至景德镇的6091/6092次列车停运后[16]，中国铁路上海局集团有限公司在绩溪县至局界倒湖间开行了8467/8468次列车；自8月4日开始，南昌铁路局亦在管内的景德镇–营里区间开行一对8553/8554次列车，由景德镇–厦门的K8709/8710次列车套跑，沿途停靠福港、下明溪和峙灘站。通勤列车开放旅客乘坐，上车需补票，票价按新空客票的标准发售[17]。由于该车的开行是随以K8709/8710的开行而开行，因此和以K8709/8710一同实行淡季停运、旺季临时加开的政策[18]。目前营里–景德镇的通勤列车为57007/57008次[19]。

- 景德镇至贵溪车次。景德镇至贵溪的通勤业务由景德镇站始发至南昌的K8715/8716次列车担当，沿途停靠景德镇南、鲇鱼山、慈义、塔前、乐平市、库前、甘棠、韩美岭、万年、葛家店、画桥、硬石岭、中村等车站。通勤车开放沿途居民乘坐，上车后需按规定补票[20]。

## 事故
2020年7月2日晚间19：41，本线 K119+279处连续降雨量超过80mm，芜湖工务段宁国维修工区进行紧急水流疏通和轨道加固。2020年7月6日上午10：15，本线K165+700处 出现强降雨，山中树木被砍伐而水土流失严重，导致雨水汇集并冲刷道床，芜湖工务段黄山，绩溪线路工区和芜湖工务段综合车间动用机械清理冲刷泥石并将冲空枕木处道床进行回填捣固。2020年7月6日下午14：43，首趟列车以限速15km/h通过该处线路。
2020年7月7日清晨6：35，芜湖工务段黄山桥梁车间工人经过巡查发现发现本线69号桥（K161+779）的河道水位暴涨、流速快并持续冲刷桥台和八字墙，危及桥梁和线路安全。芜湖工务段持续抛投片石和袋装水泥对八字墙外侧冲空处进行填充，并成功架设一孔24米便梁。2020年7月8日清晨6：09，首列列车以15km/h速度通过本桥，线路顺利贯通。

## 与其它铁路的连接
- 鹰潭：鹰厦铁路、沪昆铁路
- 宣城：宣杭铁路
- 芜湖：宁铜铁路、淮南铁路